# Hrrr na ně!
Hrrr na ně! (v originále Jingo) je humoristický fantasy román anglického spisovatele Terry Pratchetta, 21. v cyklu Úžasná Zeměplocha.

## Stručný obsah
V knize se jedná o malicherný spor o plovoucí horu pemzy v Kruhovém moři, která nemá prakticky žádný význam, ale na niž si obě strany dělají územní nároky. Popisuje chystaný velký boj mezi Klačí a Ankh-Morporkem, hrdinství velitele Městské hlídky Ankh-Morporku Elánia, genialitu vynálezce Leonarda da Quirm, politickou vyzrálost Patricije lorda Havelocka Vetinariho a spousty písku na pouštích Klače. Společným úsilím všech uvedených postav se na poslední chvíli podaří zabránit obrovskému krveprolévání a nesmyslnou válku ukončit.